# Saara Ocidental
O Saara Ocidental, Sara Ocidental, Sáara Ocidental (em árabe: الصحراء الغربية; romaniz.: aṣ-Ṣaḥrā’ al-Ḡarbiyya; em castelhano: Sàhara Occidental; em berbere: Taneẓroft Tutrimt) é um território na África Setentrional, limitado a norte por Marrocos, a leste pela Argélia, a leste e sul pela Mauritânia e a oeste pelo oceano Atlântico. Tem 272 000 km² de área e é um dos territórios mais escassamente povoados do mundo, consistindo principalmente de planícies desérticas. Em 2024 estimava-se que tivesse 632 000 habitantes, dos quais quase 40% viviam em El Aiune, a maior cidade do território.
Até 1975 foi uma colónia da Espanha, chamada Saara Espanhol. Desde 1963, após uma demanda marroquina, que está na lista das Nações Unidas de territórios não autônomos, ou seja, considera-se que é um território a se descolonizado. Desde 1975 que a posse do território é disputada por Marrocos e pelo movimento independentista Frente Polisário. Cerca de dois terços (ou 80% segundo outras fontes do território; a parte ocidental e costeira) está sob o controlo de Marrocos, enquanto que a República Árabe Saarauí Democrática (um estado declarado pela Polisário, não reconhecido pela maioria dos países) controla a parte restante constituído por uma faixa na parte oriental. A maioria dos países assumiu uma posição geralmente ambígua e neutra em relação às reivindicações de cada lado e pressionam ambas as partes a chegarem a um acordo sobre uma resolução pacífica. Marrocos e a RASD têm procurado impulsionar suas reivindicações acumulando reconhecimento formal, especialmente de países africanos, asiáticos e latino-americanos no mundo em desenvolvimento. A Frente Polisário ganhou o reconhecimento formal para a RASD de 46 estados e foi alargada a adesão à União Africana. Marrocos ganhou o apoio para sua dominação de vários governos africanos e da maior parte do mundo muçulmano e da Liga Árabe. Em ambos os casos, desde o fim do século XX que os reconhecimentos foram alargados e retirados de um lado para o outro, dependendo do desenvolvimento das relações com Marrocos.

## História

Muro do Saara; em amarelo a zona ocupada pela Frente Polisário

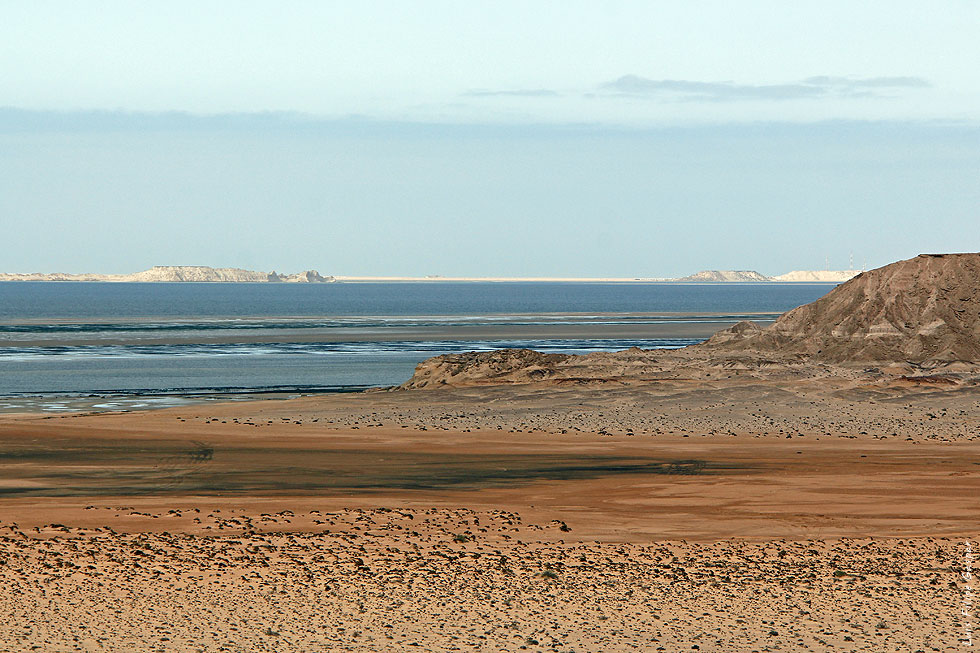
Baía de Dakhla, perto da cidade homónima

Os primeiros europeus a visitarem o Saara Ocidental foram os portugueses, ao passarem o cabo Bojador. O primeiro a passar esse cabo foi Gil Eanes, em 1434. No ano seguinte voltou a fazê-lo,a companhado por Afonso Gonçalves Baldaia. Nuno Tristão e Antão Gonçalves estiveram a região em 1441 e o último voltou lá pelo menos duas vezes. Estabeleceram relações amigáveis e fizeram múltiplas trocas comerciais. Chamaram à região Rio do Ouro, denominação que foi usada para para designar a subdivisão mais meridional do Saara Espanhol e que ainda se mantém em árabe (وادي الذهب; romaniz.: wādī-að-ðahab; uma das províncias marroquinas do sul do Saara Ocidental chama-se Oued Ed Dahab). Com o passar do tempo, estas trocas foram diminuindo. Em 1884, a Espanha reclamou a região e fundou a Colónia do Rio do Ouro (com capital em Villa Cisneros [Dakhla]), que juntamente com Saguia el Hamra (com capital em El Aiune a partir de 1938, quando foi fundada), constituíam o Saara Espanhol, que por sua vez em 1946 foi integrado na África Ocidental Espanhola.
O Saara Ocidental foi inserido na lista das Nações Unidas de territórios não autónomos em 1963, onde continuava em 2024, o que significa que a ONU considera que o processo de descolonização ainda está pendente. É o território mais populoso da lista e, de longe, o maior em área. Em 1965, a Assembleia Geral das Nações Unidas adotou sua primeira resolução (a n.º 2072) sobre o Saara Ocidental, pedindo à Espanha que descolonizasse o território. Um ano depois, uma nova resolução (a n.º 2229) foi aprovada pela Assembleia Geral solicitando que um referendo fosse realizado pela Espanha sobre a autodeterminação.
Desde o regresso a Marrocos do sultão Maomé V, em 1955, que o monarca que ano seguinte se tornaria o primeiro rei de Marrocos independente, deixou claro que o o estado marroquino novamente independente deveria ter a posse de todo o chamado Império Xerifiano (denominação histórica usada em Marrocos para o estado independente até 1912 governado pela dinastia alauita), que incluía o Saara Ocidental, e que a não devolução a Marrocos desse território era uma violação dos termos do Tratado de Fez, assinado em 1912 entre o sultão alauita e França, que serviu de base à criação do Protetorado Francês em Marrocos. Desde a sua independência, obtida em 1956, que Marrocos reclama a posse do território por razões históricas.
Em 1968 foi fundado o Movimento Nacional de Libertação Saarauí, uma organização política armada que visava a independência do território. Este movimento foi dissolvido formalmente em maio de 1973, quando foi fundada a Frente Polisário, outra organização armada independentista. A partir de 1974, a Polisário fez várias incursões na colónia espanhola. Em 31 de outubro desse ano, tropas marroquinas entram na região fronteiriça e três postos militares avançados espanhóis foram evacuados.
Em 30 de outubro de 1975, quando o território ainda era controlado pela Espanha, eclodiu a Guerra do Saara Ocidental, entre Marrocos e a Mauritânia de um lado, e a Polisário de outro. Os principais apoiantes iniciais de Marrocos foram a França, os Estados Unidos e a Arábia Saudita. A Polisário contou com o apoio da Argélia e da Líbia. A guerra só terminou em 6 de setembro de 1991, quando entrou em vigor um acordo de cessar-fogo entre a Polisário e Marrocos, previsto no "Plano de Regularização" negociado com a Organização da Unidade Africana (OUA) e as Nações Unidas.
Entre 6 e 9 de novembro de 1975 decorreu a "Marcha Verde", uma manifestação organizada por Marrocos para reclamar a posse do Saara Ocidental, que contou com cerca de 350 000 civis marroquinos. Dias depois, a 14 de novembro, foram assinados os Acordos de Madrid, os quais previam a entrega da colónia espanhola a Marrocos (66% do território, a norte) e à Mauritânia (parte restante, a sul). A ocupação marroquina começou quase imediatamente — em 27 de novembro Smara foi ocupada e em 11 de dezembro foi a vez de El Aiune. A ocupação da parte sul pela Mauritânia foi um pouco mais demorada, mas a 20 de dezembro Tichla e Lagouira foram ocupadas. Os primeiros ataques da Polisário a tropas marroquinas ocorreram no mesmo mês em Hausa, na parte nordeste do território. O primeiro confronto entre tropas marroquinas e argelinas no Saara Ocidental ocorreram em 27 de janeiro de 1976, no oásis de Amgala, 260 km a oeste da fronteira argelina, quando forças marroquinas atacaram tropas argelinas.
As últimas tropas espanholas abandonaram o Saara Ocidental em 26 de fevereiro de 1976 e poucas horas depois a Polisário proclamou a República Árabe Saarauí Democrática, com capital oficial em El Aiune e de facto em Hausa; a capital foi depois transladada para Bir Lehlou e, em 2011, para Tifariti.
Em agosto de 1979, a Mauritânia foi forçada a abdicar seus alegados direitos sobre parte do território na sequência do seu pequeno exército ter sido expulso do Saara Ocidental pela Polisário. A maior parte das áreas abandonadas pela Mauritânia foram então ocupadas por Marrocos e  os confrontos passaram a ser entre os guerrilheiros da Frente Polisário e as forças marroquinas. Marrocos acabou por garantir o controlo de facto da maior parte do território, incluindo todas as grandes cidades e recursos naturais. O exército marroquino abandonou as pretensões de ocupar a faixa oriental do território e criou o chamado "triângulo de segurança", que compreende as duas únicas cidades costeiras e a zona das minas de fosfato. A engenharia militar construiu aí o Muro do Saara, uma imensa muralha de betão, por detrás da qual os soldados marroquinos vivem entrincheirados, protegendo a extração do minério. Desde o início da década de 1980 a guerra no terreno resume-se a uma série de ataques esporádicos da Polisário à zona dos fosfatos tentando interromper o seu escoamento.
A República Árabe Saarauí Democrática sentou-se como membro da Organização da Unidade Africana em 1984 e foi membro fundador da União Africana. As atividades da guerrilha continuaram até as Nações Unidas imporem um cessar-fogo implementado a 6 de setembro de 1991 através da missão da ONU para o referendo no Saara Ocidental (MINURSO). As patrulhas desta missão de patrulhas atuaram na linha de separação entre as duas partes. As Nações Unidas consideram a Frente Polisário a legítima representante do povo sarauí e afirma que os sarauís têm direito à autodeterminação.
Quando o cessar-fogo de 1991 entrou em vigor, dois terços do território (incluindo quase toda a costa atlântica) eram administrados pelo governo marroquino, com apoio tácito da França e dos Estados Unidos. O restante do território é administrado pela RASD, apoiada pela Argélia. As duas regiões estão separadas pelo Muro do Saara. Até 2017, praticamente nenhum estado-membro das Nações Unidas tinha reconhecido oficialmente a soberania marroquina sobre partes do Saara Ocidental. Em 2020, os Estados Unidos reconheceram a soberania marroquina sobre o território em troca da normalização marroquina das relações com Israel.
Em 2003, o enviado especial da ONU para o território, James Baker, apresentou o "Plano de Paz para a Autodeterminação do Povo do Saara Ocidental", conhecido como Plano Baker ou Baker II, que daria imediata autonomia ao Saara Ocidental durante um período transitório de cinco anos para se preparar um referendo, oferecendo aos habitantes do território a possibilidade de escolher entre a independência, a autonomia no seio do Reino de Marrocos ou a completa integração em Marrocos. A Polisário aceitou o plano, mas Marrocos rejeitou-a. Anteriormente, em 2001, Baker tinha apresentado a sua proposta, chamada Baker I, onde a disputa seria finalmente resolvida através de uma autonomia dentro da soberania marroquina, mas a Argélia e a Frente Polisário recusaram. A Argélia tinha proposto a divisão do território de vez. Com o objetivo de debater um estatuto comum para o Saara, Marrocos e a Frente Polisário reiniciaram conversações em 2007, com o patrocínio da ONU, apesar de o Marrocos insistir que a Frente Polisário não seja interlocutor legítimo para conversações e negociações.
Em março de 2016, Marrocos chegou a rechaçar a visita do secretário-geral da ONU, Ban Ki-moon, e a de Christopher Ross, encarregado do secretário-geral para a MINURSO. Em 1987, uma missão da ONU visitou a região para averiguar a possibilidade da realização de um referendo sobre o futuro do território. Uma iniciativa difícil, dado que grande parte da população é nómada. Marrocos e a Frente Polisário selam um cessar-fogo em 1988. Um plebiscito é marcado para 1992, mas não acontece porque não há acordo sobre quem tem direito a votar: Marrocos quer que seja toda a população residente no Saara Ocidental, mas a Frente Polisário só aceita que sejam os habitantes contados no censo de 1974.[carece de fontes?] Isso impediria o voto dos marroquinos emigrados para a região em disputa depois de 1974. Até 1993, foi impossível realizar o referendo. Em 2001, a África do Sul tornou-se o sexagésimo país a reconhecer a independência do Saara Ocidental, o que provocou um protesto de Marrocos.
No segundo semestre de 2020, a Frente Polisário, procurando mudanças no status quo, começou a obstruir uma importante rota comercial entre Marrocos e Mauritânia. Marrocos lançou uma operação militar em novembro para quebrar o bloqueio, levando a Frente Polisário a anunciar que não respeitaria mais o acordo de cessar-fogo de 1991. Em dezembro de 2020, os Estados Unidos tornaram-se no primeiro país a reconhecer formalmente a soberania marroquina sobre o Saara Ocidental, em troca da normalização das relações diplomáticas entre Marrocos e Israel; Israel se tornaria no segundo país a reconhecer a ocupação em 2023, em troca da abertura de uma embaixada em Tel Aviv.
Em 2021 Marrocos propõe um estatuto de autonomia para o Saara Ocidental sob a soberania do rei do Marrocos. Esta proposta é aceite por Espanha em 2023, no entanto os partidos políticos saarauís rejeitam a proposta e continuam a reivindicar a independência.

### Eleições
A população sob controlo marroquino participa nas eleições do país e nas regionais marroquinas. Aqueles que vivem nas zonas sob controle da Frente Polisário e os que vivem nos campos de refugiados saarauís, em Tindouf, na Argélia, participam nas eleições para a República Árabe Saaraui Democrática.

## Geografia

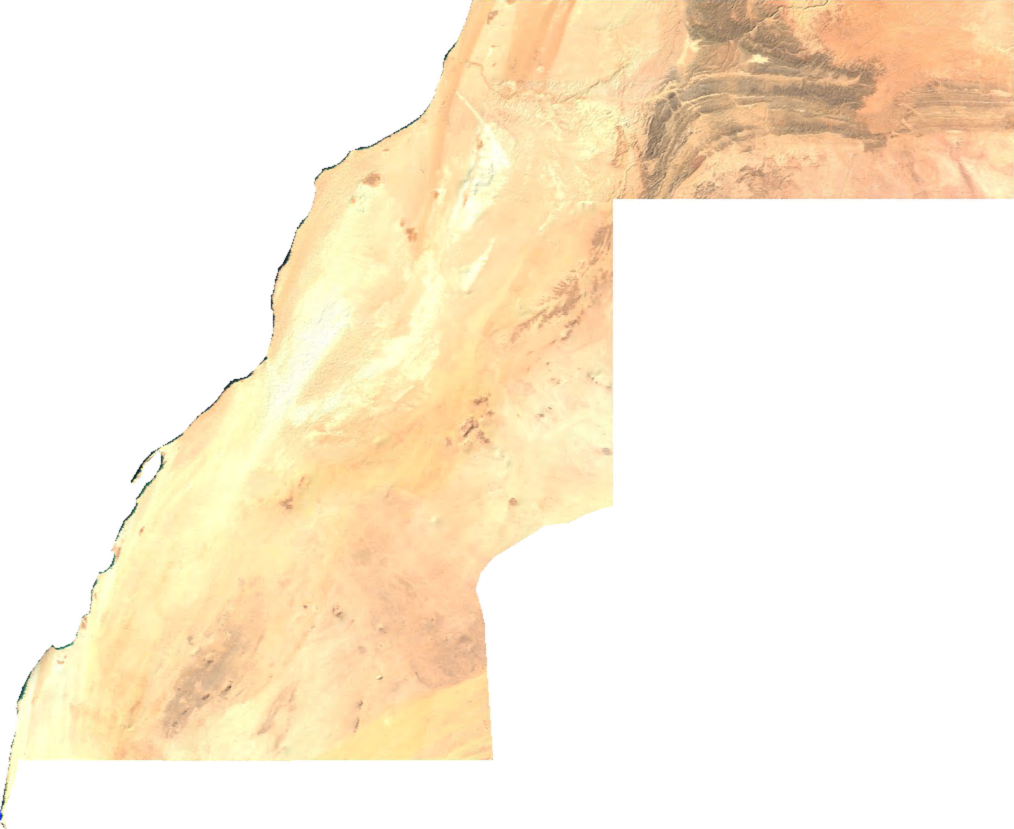
Imagem de satélite do Saara Ocidental

O Saara Ocidental é uma região árida praticamente desértica com cerca de 272 000 km², situada junto à costa noroeste de África, constituída por desertos pedregosos em certas áreas e arenosos em outras, que fazem parte do deserto do Saara. Há oásis dispersos e pequenas manchas de pastagem pobre. Possui uma das maiores reservas pesqueiras do mundo e as maiores jazidas de fosfato do mundo, além de jazidas de cobre, urânio e ferro. A capital e maior cidade é El Aiune, situada na costa norte do território, perto do que era a fronteira norte do Saara Espanhol, que em 2014 tinha 217 732 habitantes.

### Subdivisões administrativas

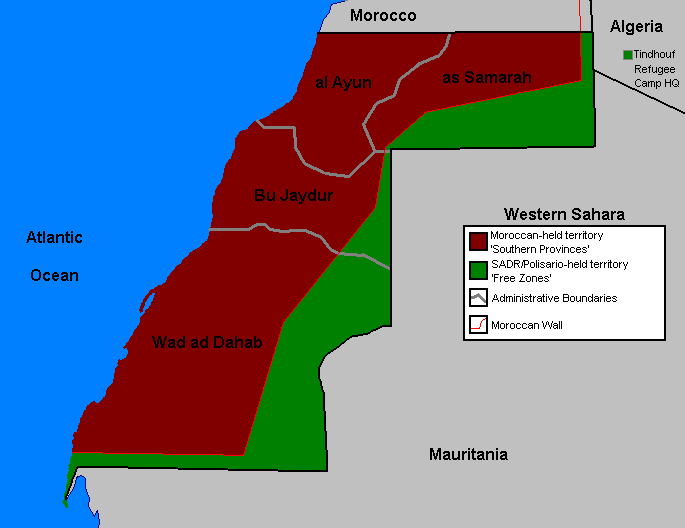
Mapa do Saara Ocidental, com a parte administrada por Marrocos em vermelho e a parte administrada pela República Árabe Saarauí Democrática em verde

A parte do Saara Ocidental administrado por Marrocos é designado oficialmente Províncias Meridionais pelo estado marroquino. O estatuto dessas províncias é similar às restantes províncias marroquinas e pertencem a três regiões.
| Províncias marroquinas do Saara Ocidental | Províncias marroquinas do Saara Ocidental | Províncias marroquinas do Saara Ocidental |
| Região                                    | Província                                 | Capital                                   |
| ----------------------------------------- | ----------------------------------------- | ----------------------------------------- |
| Guelmim-Oued Noun                         | Assa-Zag [a]                              | Assa                                      |
| El Aiune-Saguia el Hamra                  | El Aiune                                  | El Aiune                                  |
| El Aiune-Saguia el Hamra                  | Bojador                                   | Bojador                                   |
| El Aiune-Saguia el Hamra                  | Tarfaya [b]                               | Tarfaya                                   |
| El Aiune-Saguia el Hamra                  | Smara [c]                                 | Smara                                     |
| Dakhla-Oued Ed Dahab                      | Oued Ed Dahab                             | Dakhla                                    |
| Dakhla-Oued Ed Dahab                      | Aousserd                                  | Aousserd                                  |

[a] ^ Só uma pequena parte da província de Assa-Zag (a extremidade sudeste), que não inclui Assa, pertence ao Saara Ocidental. As restantes províncias da região de Guelmim-Oued Noun não incluem áreas no Saara Ocidental.
[b] ^ Só a parte sul da província de Tarfaya se situa no Saara Ocidental.
[c] ^ Uma estreita faixa no norte-noroeste da província de Smara não se situa no Saara Ocidental.

## Demografia
O Saara Ocidental é um dos territórios menos povoados do mundo, com 2,3 pessoas por quilômetro quadrado em 2021, semelhante ao da Mongólia.  Em julho de 2004, estimava-se que a população do Saara Ocidental fosse de pouco mais de 277 mil habitantes, enquanto em 2021, a população do Saara Ocidental era de 612 mil habitantes, segundo dados da ONU. O crescimento demográfico ocorrido nos últimos anos deveu-se à elevada taxa de natalidade e à chegada de população incentivada pelo Reino de Marrocos com o objetivo de aumentar a percentagem de marroquinos no território. A maior parte da população está localizada no território controlado por Marrocos, enquanto o território oficialmente controlado pela República Árabe Saarauí Democrática é pouco povoado (aproximadamente 30.000 habitantes) devido à sua natureza inóspita e à presença de minas antipessoal devido ao conflito no Sahara Ocidental.

Evolução demográfica entre 1961 e 2017 (fonte: Nações Unidas: World Population Prospects). População em milhares de habitantes.

Além disso, cerca de 180.000 militares do Exército marroquino estão estacionados no território.

## Política

### Direitos humanos
Em 2009, o Parlamento Europeu expressou sua preocupação à ONU sobre a deterioração da situação dos direitos humanos na região.  Ele referiu-se expressamente aos direitos de “liberdade de expressão, associação, manifestação e comunicação”. Acrescentou ainda que a justiça marroquina na área é tendenciosa devido à pressão para proteger o domínio.
Durante os anos de guerra (1975-91), o Marrocos e a Frente Polisário trocaram acusações de ataques a civis. Marrocos considera a Polisário um grupo terrorista apoiado por forças estrangeiras e tenta constantemente pressionar a comunidade internacional para incluí-la em listas de terroristas, mas os Estados Unidos, a União Europeia, a União Africana e as Nações Unidas se recusam a incluir o grupo na lista de organizações terroristas. Os líderes da Polisário deixam claro que suas ideias são inerentemente incompatíveis com o terrorismo e insistem que a punição coletiva e os desaparecimentos forçados realizados pelo Marrocos contra civis saarauís constituem terrorismo real, exigindo assim a inclusão do Marrocos, ou partes dele, no que é conhecido como terrorismo de Estado. Tanto Marrocos como a Frente Polisário acusam-se mutuamente de violarem os direitos humanos e de tentarem controlar o território ocupado por Marrocos e os campos de refugiados de Tindouf, na Argélia, respectivamente. E Marrocos, juntamente com organizações internacionais como a Organisation France pour les Libertés, suspeitava que a Argélia pudesse ser diretamente responsável por crimes cometidos em seu território e a acusava de envolvimento em tais violações.

## Economia
A economia do Saara Ocidental é baseada principalmente na pesca, plantações de tamareiras do género Phoenix e na extração e exportação de recursos naturais, especialmente o fosfato. Outra atividade extrativa com alguma relevância é o petróleo. O território possui pouca terra fértil, e praticamente toda a sua alimentação provém de produtos importados.
A extração de fosfato por Marrocos no Saara Ocidental é motivo de frequentes denúncias por organizações internacionais e organizações não governamentais de defesa de direitos humanos (em especial, a União Africana e a Western Sahara Resource Watch). Graças à exploração das minas do Saara Ocidental, Marrocos é o maior exportador de fosfatos do mundo, com cerca de metade das reservas do mundo controlada pelo grupo estatal marroquino OCP (antes chamado Office Chérifien des Phosphates).

## Cultura

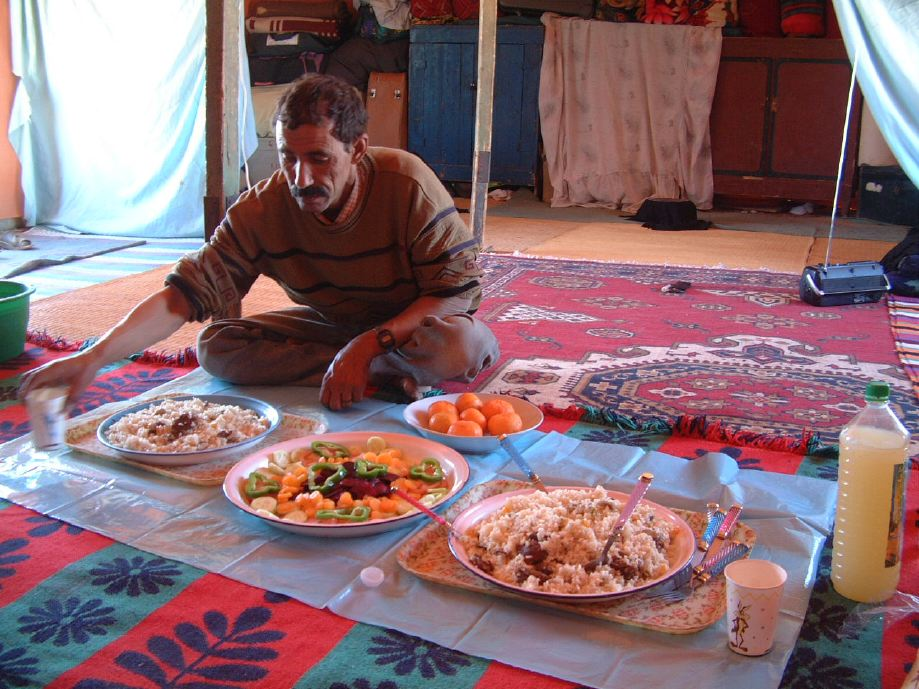
Pratos tipicos da cozinha saarauí

O povo do Saara Ocidental fala o dialeto hassani do árabe também falado no norte da Mauritânia. Eles são mistura de ascendência árabe-berbere, mas muitos consideram-se árabes. Eles alegam descendência dos Banu Haçane, uma tribo árabe que invadiu o Saara Ocidental no século XIV.
Existem poucos estudos aprofundados da cultura, em parte devido à situação política. Alguns estudos da língua e cultura, realizados principalmente por investigadores franceses, foram realizados em comunidades saarauís no norte da Mauritânia.

### Religião
Não há dados atuais sobre a religião no Saara Ocidental. Segundo alguns dados, não oficiais, é possível notar que 98,32% da população é muçulmana sunita e segue a escola de direito maliquista. Sua interpretação do islamismo tem sido tradicionalmente bastante liberal e adaptada para vida nômade, ou seja, geralmente funcionando sem mesquitas).
A Igreja Católica ainda está presente, devido a colonização espanhola — 0,55 a 1% da população segue o é católica. 1% dos saarauí seguem outras religiões, são irreligiosos ou ateus.